# Yagans
Pour le guerrier aborigène australien du même nom, voir Yagan (Australie).

Les Yagans (ou Yámanas) sont un peuple amérindien qui habite la partie sud de la grande île de la Terre de Feu ainsi que les autres îles situées plus au sud, de l'autre côté du canal Beagle, jusque dans la région du cap Horn, dans des territoires qui font aujourd'hui partie de l'Argentine et du Chili. Avant la colonisation, ils étaient des nomades qui se déplaçaient dans les nombreux chenaux de la région dans des canoës faits d'écorce de lenga, chassant les oiseaux ou les loutres de mer, avec la peau desquelles ils faisaient leurs vêtements. Aujourd'hui ils sont regroupés au sein de communautés en Argentine (Communauté Yagan Paiakoala, Ushuaia) et au Chili (Communauté Yagan Bahia Mejillones, île Navarino, et Communauté Yagan Lom Sapakuta de Punta Arenas). Leur langue est appelée le yámana ou yagan : elle est considérée comme un isolat, langue dont on ne connaît pas la filiation.

## Origine
Pour un article plus général, voir Premier peuplement de l'Amérique.
Il existe deux hypothèses sur l’arrivée des Yagans sur leur site de peuplement.
La première dit que leurs ancêtres, les premiers américains, émigrèrent d’Asie, traversant le détroit de Béring, étant les premiers émigrants qui arrivèrent dans la région centrale du Chili il y a au moins 16 000 ans. Puis ils suivirent la route des chenaux chilotes, traversant jusqu’à l’isthme d'Ofqui.
La seconde suggère que par un processus de colonisation et de transformation de populations de chasseurs terrestres, ils arrivèrent de la Patagonie Orientale et peuplèrent les îles du détroit de Magellan, atteignant le cap Horn il y a environ 6 000 ans.

## Histoire

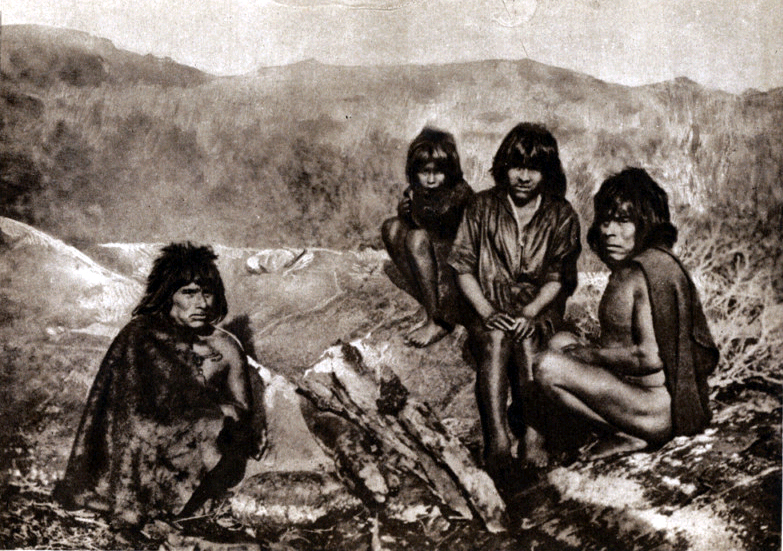
Groupe de Yagans.

### Antécédents
En 1577, la reine d'Angleterre, Élisabeth Ire chargea Sir Francis Drake de l’organisation d’une expédition contre les intérêts espagnols sur la côte américaine de l'océan Pacifique. Le 13 décembre 1577, il fit route de Plymouth à bord du Pelican, avec quatre autres navires et 164 hommes. En entrant dans le détroit de Magellan, le Pelican fut rebaptisé le Golden Hind. Le 7 septembre 1578, débouchèrent sur l’océan Pacífique par le Détroit, le Golden Hind, le Marigold et l’Elizabeth, les autres navires ayant fait naufrage.
Une tempête dans le Pacifique fit sombrer le Marigold avec son équipage tandis que l’Elizabeth put se réfugier à la côte et attendre le Golden Hind jusqu’au 8 octobre. Son commandant décida de rallier l’Angleterre car il supposait que le Golden Hind avait, lui aussi, sombré dans la tempête. Drake et son navire furent confrontés à la tempête pendant 52 jours, du 7 septembre au 28 octobre, entraînés jusqu’au 57e degré° sud (le cap Horn étant à 55 degrés sud). L’ouragan passé, Drake fit escale en deux endroits de la côte sud de l’archipel de la Terre de Feu, où il entra en contact avec des indigènes qui pourraient être des Kawesqars ou des Yagans. Ces lieux furent probablement la baie de Désolation (Bahía Desolada) et l’île Henderson, avec un repos de trois jours sur la 1re et une semaine sur la 2e. Ultérieurement, Drake continua sa mission dans le Pacifique jusqu’au nord. Ces deux rencontres marquent le commencement des contacts des indigènes de cette région avec les hommes blancs.

### Explorations et reconnaissances hydrographiques

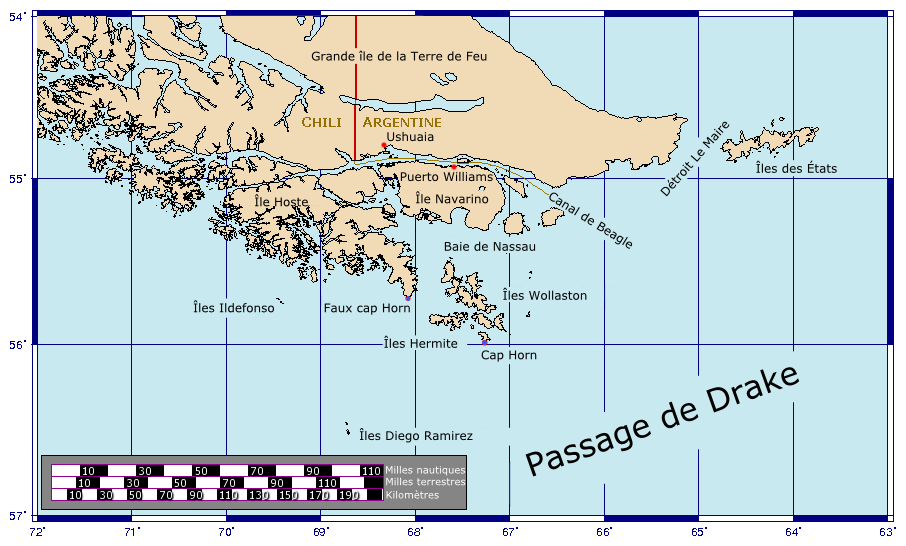
Position du détroit de Le Maire ; emplacement du Faux cap Horm et différentes points du territoire Yagan.

Les voyages d’explorations commencèrent, avec des navigateurs qui prirent de fréquents contacts avec les Yagans (yamanas). Le premier voyage fut l’expédition hollandaise de Le Maire et Schouten (1615-1617) qui, en plus de prendre contact avec les Yagans, furent les premiers à parcourir la côte atlantique de l’île de la Terre de Feu au sud du détroit de Magellan. Ils découvrirent l’île des Etats, le détroit de Le Maire et le cap Horn, s’étonnant des grandes bandes de « pingouins » (en fait des manchots) et des milliers de baleines observés au fur et à mesure de leur navigation dans le détroit de Le Maire.
Puis vint l’expédition des frères García de Nodal (1618-1619), qui furent les premiers européens à entrer en contact avec les indigènes Mánekenk dans la baie du Bon-Succès, qui découvrirent aussi les îles Diego Ramírez. Ils furent impressionnés par la quantité de phoques et de sardines qu’ils trouvèrent à la hauteur du détroit de Magellan.

Îles Navarino.

Vint ensuite l’expédition de l’amiral Jacob l'Hermite (1623-1625) dont l’escadre s’appelait Flotte Nassau en hommage au comte de Nassau, chef d’État des Provinces Unies des Pays-Bas, principal commanditaire de l’expédition. En février 1624, les navires firent escale à la baie Nassau, touchant terre dans la baie Schapenham où on ordonna au capitaine d’envoyer à terre des marins chercher de l’eau et du bois. Du bateau descendirent dix-neuf marins qui, à cause d’un grain subit, ne purent regagner le bord, devant passer la nuit à terre. Le jour suivant, voyant qu’ils ne revenaient pas et qu’il n’y avait aucun signe de vie, on envoya depuis le navire une patrouille de recherche, laquelle ne trouva que deux  survivants blessés, cinq cadavres démembrés sur la plage. On ne retrouva rien des douze autres. Les survivants racontèrent que lorsque l’obscurité vint, les indigènes qui les avaient aidés à ramasser du bois frappèrent dix-sept d’entre eux à la tête avec leurs frondes et garrots. Les cadavres sur la plage avaient été étrangement dépecés. Depuis ce jour, les Yagans furent traités de cannibales, réputation qui durera deux siècles et demi. Ils établirent aussi un contact avec les Yagans de l’île Navarino.
Les expéditions d’Hendrik Brouwer (1642-1643), de George Anson (1740-1744) et de José Alonso Pizarro parcoururent le secteur des Yagans mais n’entrèrent pas en contact avec eux.
À partir de la deuxième moitié du XVIIIe siècle, les expéditions maritimes dans les régions lointaines acquirent un caractère nettement scientifique dû principalement aux nouvelles idées d’humanisme, de liberté et d’étude des sciences.
James Cook effectua deux expéditions scientifiques autour du monde. Dans la première, en janvier 1769, il entre dans le détroit de Le Maire, jetant l’ancre dans la baie du Bon-Succès où il prit contact avec les haush (indigènes de la zone) ou Yamanas observant leurs caractères et coutumes. Postérieurement, en décembre 1774, dans son second voyage d’exploration, il prit contact avec les Yamanas sur l’île Waterman, à l’entrée du seno Christmas. Une des plus extraordinaires trouvailles du deuxième voyage de Cook est la protection de son équipage contre le scorbut. Cependant, en ce qui concerne les Yamanas, il fut celui qui diffusa au niveau mondial l’existence de grandes quantités d’animaux marins dans l’Atlantique sud, information qui eut des conséquences pour les indigènes de la région méridionale de l’Amérique du Sud.

### Baleiniers et chasseurs de phoques
Vers 1788, les baleiniers avaient atteint la région du cap Horn. Les récits du 2e voyage de Cook furent étudiés avec attention par les baleiniers britanniques et nord-américains. La réduction des populations de phoques et de baleines de l’Atlantique nord et du Groenland par chasse excessive les poussa vers le sud. Jusqu’à cette époque les phoques et les baleines, entre autres animaux marins, avaient constitué les principales ressources pour l’alimentation et l'habillement des Yámanas. Entre 1790 et vers 1829, le massacre de ces animaux dans la zone du cap Horn fut si dévastateur que les populations initiales ne se reconstituèrent jamais. Les Yamanas et les Kawésqar perdirent leur principale source d’alimentation. Ils durent rechercher d’autres ressources de valeur énergétique plus faible.
James Weddell, le plus célèbre chasseur de phoques britannique qui ait fréquenté la zone du cap Horn, arriva fin novembre 1823 à caleta Saint Martin, située sur l’île Hermite proche du cap Horn. Il y séjourna dix jours pendant lesquels il eut de fréquentes rencontres avec les Yámanas. En décembre, il eut à nouveau des contacts pendant quatre jours avec les indigènes au voisinage de l’île Henderson et eut finalement son dernier contact avec les Yagans dans la baie India du seno Año Nuevo du 26 décembre au 4 janvier 1824. Wedell relata ces rencontres avec les Fuégiens, comme il les nomma, les traitant avec une considération particulière. Il enregistra aussi les conditions de la mer et du climat, les caractéristiques de la flore et de la faune de la région et tenta de mettre en garde ses contemporains sur les conséquences du massacre incontrôlé des phoques.

### Reconnaissances hydrographiques

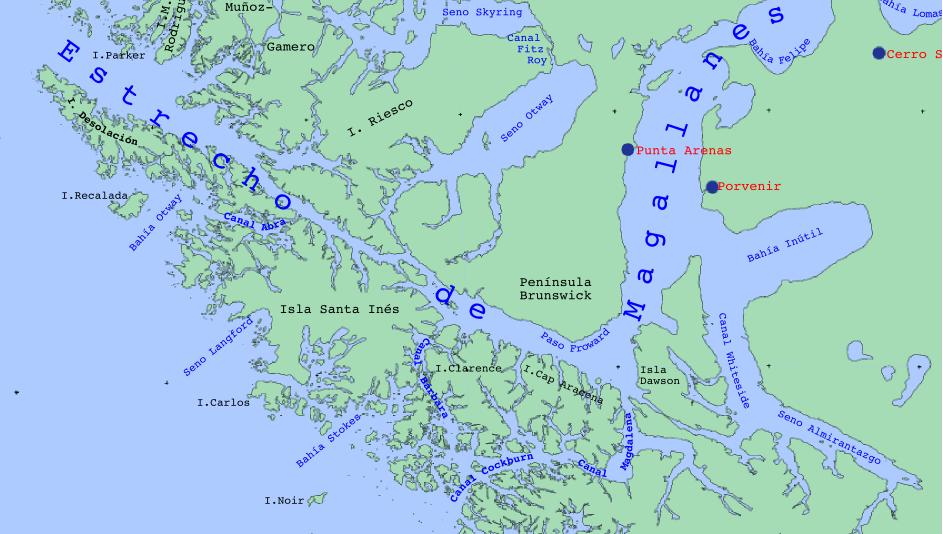
île de Riesco.

Au début du xixe siècle, les intérêts britanniques en Amérique du Sud étaient considérables. C’est pourquoi en 1826, l’Amirauté envoya la première expédition britannique sur les côtes australes de l’Amérique du Sud sous l'autorité du commandant Phillip Parker King. En 1828, elle envoya le HMS Chanticleer aux ordres du commandant Henry Foster aux îles Shetland du Sud et enfin, en 1831, l’expédition du HMS Beagle sur les côtes de l’Amérique du Sud et pour mener une circumnavigation, aux ordres du commandant Robert Fitz Roy.

#### Foster
Fin mars 1829, pendant trois semaines, Foster avec le HMS Chanticleer s’ancra dans l'anse Saint Martin. Pendant ce laps de temps, il réalisa des relevés hydrographiques et des expériences scientífiques en attendant l’expédition de Parker King qui lui apportait du ravitaillement pour continuer sa traversée. Il eut des contacts avec les Yámanas du lieu seulement la première semaine, mais ceux-ci s’effrayèrent quand le HMS Chanticleer procéda à des tirs de fusées dans le cadre de ses expériences. Parker King, avec le HMS Adventure (en) arriva à Saint Martin le 17 avril 1829, livra son ravitaillement et resta sur zone un mois complet, jusqu’à mi-mai. Pendant tout ce temps, les indigènes ne se présentèrent plus dans l’anse. On pense qu’ils furent terrorisés par les tirs de fusées de Foster. Enfin Fitz-Roy arrive à son tour.

#### Fitz-Roy
Le 29 janvier 1830, Fitz Roy envoie son officier de navigation, le lieutenant Murray, avec une baleinière et cinq hommes au cap Désolation pour déterminer sa position et avoir des observations pour connecter les relevés, avec des provisions pour une semaine. Le temps devient mauvais et se transforme en tempête. Le 3 février, alors que le temps s’améliore, le commandant fait préparer le navire pour pouvoir appareiller dès le retour du détachement. Le 4, il est prévenu à 3 heures du matin que la baleinière est perdue, volée par les indigènes : le patron de la baleinière et deux hommes venaient de réussir à rejoindre le bord dans une embarcation d’osier en forme de corbeille. Le lieutenant et les deux autres hommes se trouvaient dans l’anse du cap Desolatión. Immédiatement, il fait armer un canot qui part avec des provisions pour quinze jours pour onze hommes pour aller au secours de Murray, poursuivre les coupables et récupérer la baleinière volée. Il poursuit les coupables pendant 18 jours sans succès. Il ne peut que récupérer quelques morceaux de l’embarcation. Il s’empare de trois kaweskars, deux hommes et une jeune fille. Il les appelle Fuégia Basket, York Minster et Boat Memory.

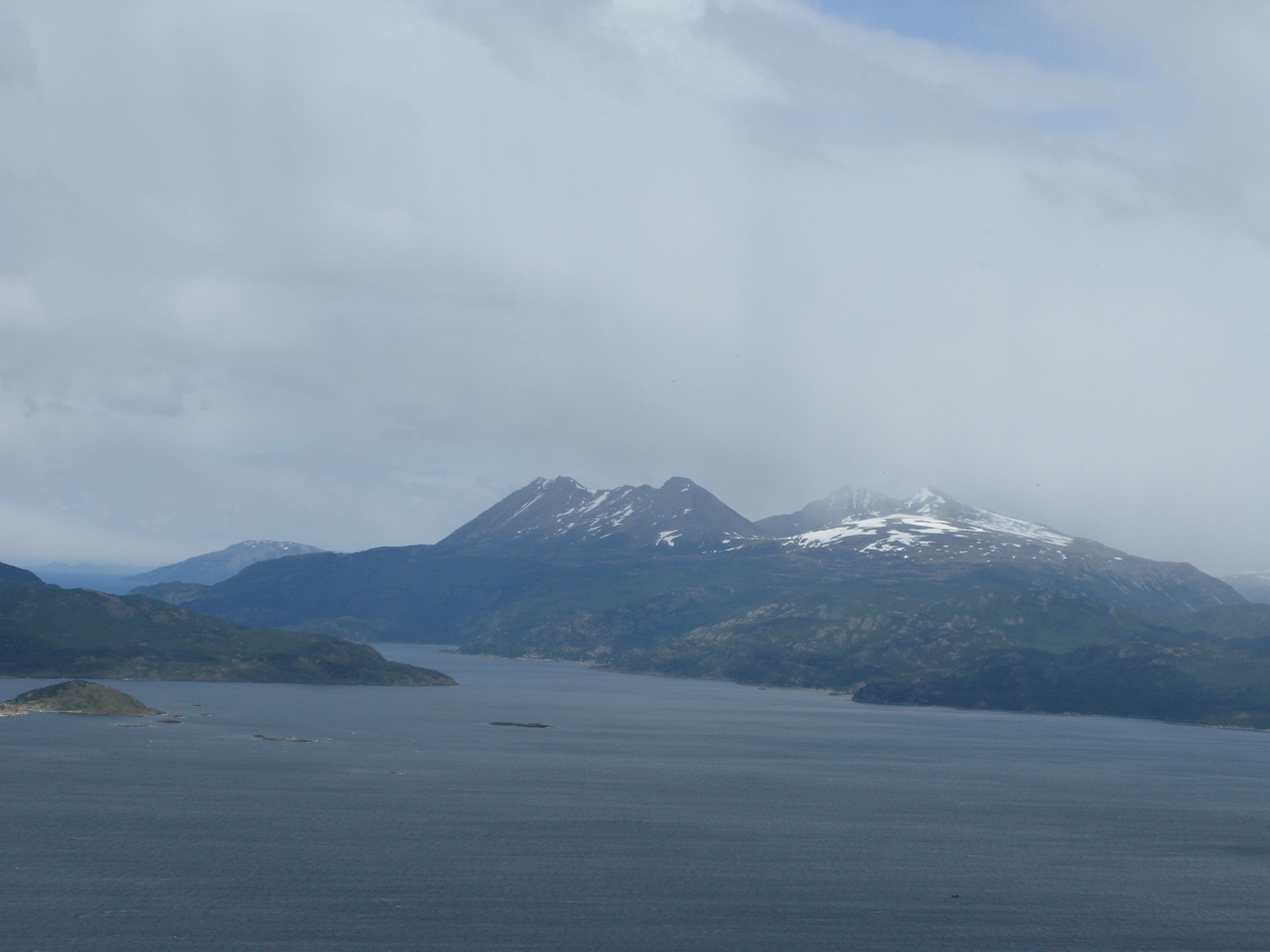
Canal Murray.

Pendant les mois de mars, avril et mai 1830, Fitz Roy continue ses travaux de relevés hydrographiques dans la zone du cap Horn. Il laisse un message sur une île et arrive aux îles Diego Ramirez. À baie Orange, il entre en contact avec les Yagans. Pendant ce temps le lieutenant Murray découvre le canal Murray et le canal Beagle. Fitz Roy, lors de son inspection du secteur du canal Beagle, en face de la baie Wulaia, prend contact avec de nombreux canots montés par des Yamanas. Là, il invite un Yagan à monter dans son embarcation, le nommant Jemmy Button. Il sera le quatrième indigène à être emmené en Angleterre, dans le but de le "civiliser" et ensuite le ramener à sa terre natale.
En 1831, l’Amirauté britannique désigne à nouveau Fitz Roy comme commandant du HMS Beagle et l’envoie, entre autres tâches, compléter les relevés des côtes de l’Amérique du Sud. Lors  de ce voyage, il ramène à leur terre natale, trois des quatre fuégiens qu’il avait précédemment emmenés en Angleterre. Le 23 janvier 1833, il débarque donc ses trois passagers à Wulaia et maintient le contact avec les Yagans jusqu’au 6 mars 1834.

#### Autres Anglo-saxons
Entre 1838 et 1843 eut lieu une expédition des États-Unis et une autre de Grande-Bretagne dans la région antarctique, qui rencontrèrent des Yagans. La première fut celle des États-Unis sous le commandement du lieutenant Charles Wilkes composée de six navires. Elle entra en contact avec les Haush en janvier 1839 dans la baie Buen Suceso et ensuite avec les Yaganes dans la baie Orange où elle séjourna une semaine, de février postérieurement[pas clair], au retour de l’Antarctique. Wilkes fit à nouveau escale dans la baie Orange où il séjourna presque tout le mois d'avril 1839. L’expédition britannique composée de deux navires sous le commandement de James Clark Ross, séjourna dans l'anse Saint Martin environ deux mois, du 19 septembre au 6 novembre 1842, pendant lesquels elle eut de fréquents contacts avec les indigènes.
Au cours des années 1880 en particulier, les Yamanas et Onas sont pourchassés et massacrés par des mercenaires au service des propriétaires terriens britanniques. Ces mercenaires étaient rémunérés au nombre de testicules, de seins (une livre) ou de paires d'oreilles (une demi-livre) qu'ils rapportaient. Des familles entières furent également exhibées dans des spectacles, notamment lors de l'exposition universelle de Paris en 1889.

## Missions et missionnaires

### Premières missions
Allen F. Gardiner était un officier de la Royal Navy qui, une fois à la retraite, en 1844, organisa la Société Missionnaire de Patagonie, plus tard Société Missionnaire d’Amérique du Sud. À la lecture des récits de voyage de Fitz Roy et Darwin il apprit que « dans la Terre de Feu il y avait des indigènes non influencés par les religieux papistes qui, bien qu’un peu voleurs, parlaient des bribes d’anglais, étaient pacifiques et non cannibales ». Il décide de fonder une mission en Terre de Feu, pour leur évangélisation. En 1848, il fait une première expédition de reconnaissance à bord d’un bateau de passagers, le Clyméne, qui le débarque à l'île Lennox. Il entre en contact avec les Yagans, se rend à l’anse Banner sur l'île Picton. En constatant que les indigènes, après un accueil amical, deviennent agressifs, il décide de rembarquer son équipe et de poursuivre jusqu’à Callao. Il revient en Grande-Bretagne avec le projet d’organiser une seconde expédition dans le but de rencontrer Jemmy Button et de fonder, avec son aide, une mission en territoire yagán,.
Une fois rentré, Gardiner prépare sa deuxième expédition, fait construire deux embarcations à coque de fer, enrôle six volontaires et, le 7 septembre 1850 fait route à bord de l’Ocean Queen, navire qui le dépose dans l’anse Banner le 5 décembre de la même année. L’Ocean Queen reste dans l’anse deux semaines en appui pendant qu’ils s’installent à terre. Par malchance, la poudre et les munitions sont oubliées à bord du navire, ce qui les prive de moyens de chasse et de défense. Une fois seuls, ils sont attaqués par les Yagans ainsi que par les Onas. Dans ces affrontements, Gardiner tue plusieurs Yagans. Ils traversent le canal Beagle et s'établissent à Port des Espagnols, dans la baie Aguirre, où après un certain temps, ils meurent un à un, le dernier étant Gardiner, le 6 septembre 1851, selon son journal.

### Autres missionnaires

Carte topographique des îles Malouines (Falklands).

#### Georges Pakenham Despard
La nouvelle de la mort de Gardiner et de ses collaborateurs fut connue en Grande-Bretagne en avril 1852. Les membres de la société missionnaire, maintenant sous la direction du révérend Georges Pakenham Despard, organisèrent au niveau national une campagne fructueuse de collecte de fonds. Une goélette fut construite, adaptée à la navigation dans les mers australes. Elle reçut le nom d’Allen Gardiner (en). On créa aux îles Malouines un établissement pour servir de base principale à la mission. Le navire appareilla du port de Bristol le 24 octobre 1854. Aux Malouines, l'expédition  prit l’île Keppel en location et y construisit l’établissement de la mission. En octobre 1855 l’Allen Gardiner appareilla pour Wulaia à la recherche de Jemmy Button pour aider à transférer des enfants yamanas sur l’île Keppel où il recevraient un enseignement de l’anglais et des rudiments de christianisme, tandis que les missionnaires pourraient apprendre les langues locales. Ces enfants seraient ensuite renvoyés dans leur territoire où serait établie une mission indigène. Ce voyage fut infructueux, ce qui causa une grande déception en Angleterre. Ceci amena Despard à se rendre lui-même à Keppel pour assumer la direction de la mission.
Dès août 1856, Despard renforça par sa présence l’esprit du personnel de la mission, établit pendant plusieurs années un parcours périodique au large des lieux habituels où habitaient des Fuégiens, gagnant la confiance des indigènes. Il obtint le transfert de familles à Keppel, ce qui permit aux missionnaires de perfectionner leur connaissance de la langue. En octobre 1859, il décida d’envoyer le groupe missionnaire pour édifier la mission fuégienne dans l’anse Wulaia. Mais peu après l’arrivée du groupe à Wulaia, le dimanche 6 novembre 1859, pendant qu’était célébré le service religieux, Garland Phillips, chef du groupe, le capitaine Fell et six autres hommes furent attaqués par les Yamanas et assassinés. Seul réchappa de la tuerie Alfred Cole, le cuisinier de la goélette, laquelle fut mise à sac et démantelée par les assaillants. Certains attribuèrent la responsabilité de la tuerie à Jemmy Button, mais celui-ci fut absous de toute faute par un tribunal britannique des îles Malouines, en mars 1860.

#### Waite H. Sterling

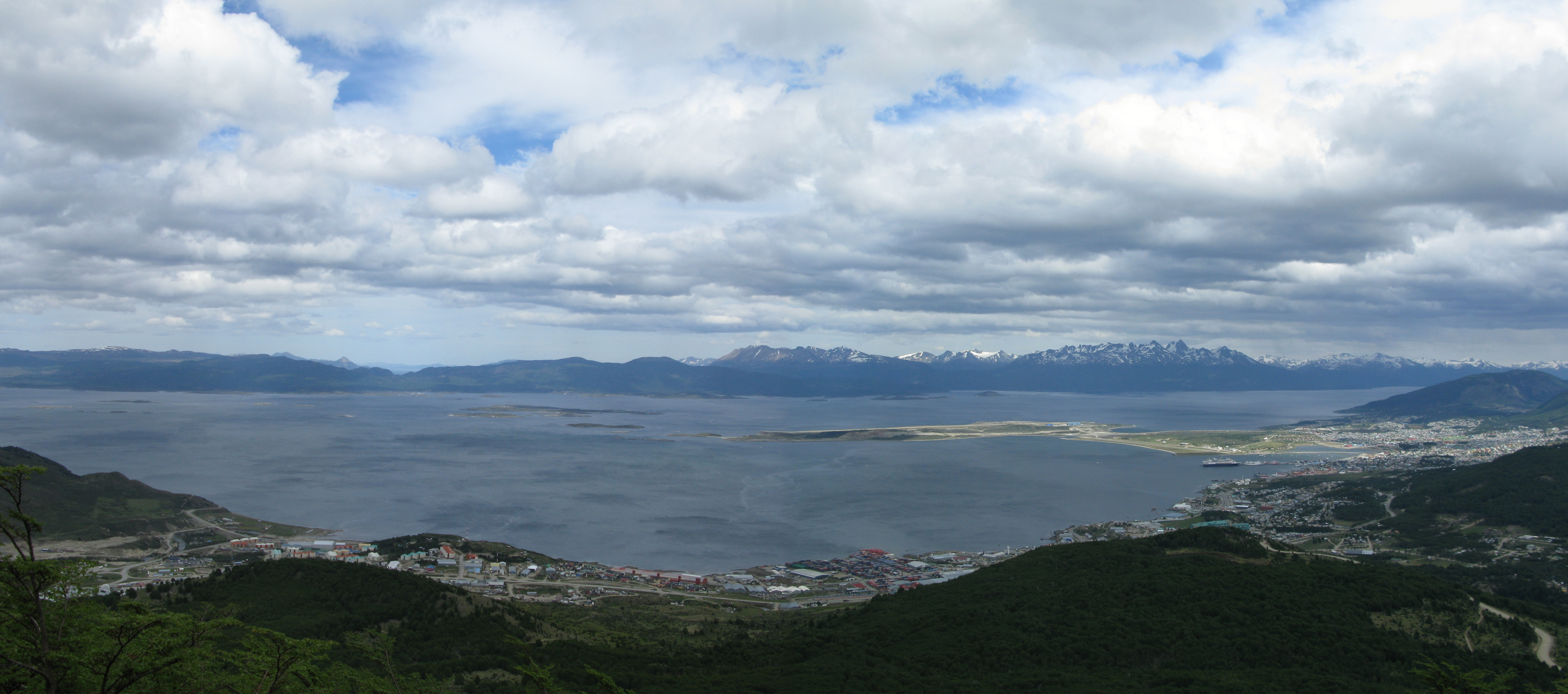
Baie d'Ushuaia.

La tragédie de Wulaia démotiva les dirigeants de la South American Missionary Society. Elle suspendit les voyages à l’archipel fuégien pendant trois ans et décréta, au retour de Despard, qu'il démissionnait de sa charge de surintendant de la mission Keppel. Il fut remplacé par le révérend Waite H. Stirling Celui-ci arriva à Keppel en 1863, agit avec plus de prudence que son prédécesseur et poursuivit la préparation de Thomas Bridges comme futur missionnaire ; ce dernier réussit à fonder une mission en territoire fuégien. En 1868 fut établie une petite base à Laiwaia, sur la côte nord-ouest de l’île Navarino. Cet établissement fut confié à quatre Yamanas « intelligents » formés à Keppel. Après une année d’observations, Stirling décida d’établir définitivement une mission dans la baie d’Ushuaïa, choisie pour ses bonnes conditions d’accès et de protection contre les vents dominants de la région.

#### Thomas Bridges
Thomas Bridges était fils adoptif du révérend. Il arriva avec lui, âgé de 13 ans. C’était un garçon très affectueux qui se lança dans l’apprentissage de la langue yagane et parvint à la parler à la perfection. Il compila un dictionnaire de 32 432 mots de cette langue. Quand Despard revint en Angleterre, Bridges resta chargé de la mission pendant deux années jusqu’à l’arrivée du révérend Stirling. À la fin 1868, il embarqua pour l’Angleterre. Il fut ordonné diacre et nommé surintendant de la mission en Terre de Feu sous la supervision du révérend Stirling. Il donna des conférences et dans l’une d’elles, il fit la connaissance de Marie Varder qu’il épousa le 7 août 1869. Deux jours après la noce, il partit pour les îles Malouines, arrivant à Port Stanley en octobre 1869.

### Fin de laSouth American Mission
En octobre 1871, Bridges s’établit définitivement avec sa famille à Ushuaia. En peu d’années la mission évangélique va grandir au point de réunir en 1883 un millier d’aborígènes, sans doute les deux tiers de leur population totale.
Le 6 septembre 1882 le Romanche, voilier français à trois mâts et à moteur, avec un équipage de 140 hommes, sous l'autorité du commandant Louis Ferdinand Martial, jette l’ancre à Baie Orange. L’expédition faisait partie de la célébration de la première Année Polaire Internationale. Dans la baie fut choisie l’anse Mission comme lieu d’édification de la base. Celle-ci fut, pendant un an, le lieu d’observations à caractère scientifique et de contacts fréquents avec les Yamanas.
Entre 1883 et 1884 le millier de Yamanas résidant à  la mission se réduisit de moitié, conséquence d’une épidémie. En juin 1883, Bridges renonça à la mission anglicane. Peu à peu, la population indigène d’Ushuaia continua à se réduire et les missionnaires tentèrent de s'installer encore plus au sud. Ainsi, en 1888, ils s'installèrent dans l’île Bayly de l’archipel des Wollaston, et y regroupèrent une centaine de Yamanas. En 1892, ils s'installèrent dans la baie Tekenica, sur la côte orientale de l’île Hoste et y attirèrent deux cents indigènes. Mais en 1901, les activités missionnaires avaient déjà provoqué la disparition de la majeure partie des indigènes en raison des maladies apportées par les Européens. En 1906, les missionnaires se déplacèrent à l’anse du rio Douglas dans l’île Navarino, un peu au sud de Wulaia. En 1907, il n’y avait plus que 75 indigènes vivant là. En 1916, la mission fut fermée définitivement et avec elle la South American Missionary Society.

### Ethnologues

Archipel Terre de Feu-Aborigènes.

À partir de 1881 et jusqu’à la fin du XIXe siècle, une série d’épidémies attaquèrent les yámanas : tuberculose, variole, fièvre typhoïde, toux convulsive. Les yámanas dénommèrent Ushuaia Welapatux-waia : « la baie de la mort ». En 1882 et 1883, le médecin Paul Hyades de la mission scientifique française au cap Horn, dont le navire La Romanche  mouilla longuement dans la baie Orange de l’île Hoste, étudia les yámanas dont il rapporta de nombreuses photographies. Quatre ans plus tard, en 1887, le scientifique roumain Emil Racoviță de l’expédition antarctique belge (sur la Belgica) rencontre aussi les autochtones de la Terre de feu, dresse un lexique avec équivalents français et déplore dans ses notes la spoliation des Amérindiens.
En 1884, les Argentins avaient fondé Ushuaia : une épidémie de rougeole se déclencha peu après. En 1900, la religion yámane avait déjà disparu au profit du catholicisme, mais pas encore la mémoire des contes et des mythes : en 1912, arriva à Santiago du Chili le prêtre et ethnologue autrichien Martin Gusinde, lequel jusqu’en 1924 fit quatre expéditions en Terre de feu. À chacune d’elles, il passa des mois avec les yámanas, étudiant leurs coutumes et écoutant leurs récits qu’il publia dans un livre, qui contient, entre autres thèmes, 68 de leurs mythes. En 1995 il ne restait plus que 74 personnes qui se considéraient yámanas. Cette information est à nuancer grâce à l'évolution de la reconnaissance de ce peuple en tant que peuple vivant (en 2021 en Argentine) : les chiffres avancés par les premiers concernés font état de plusieurs centaines de personnes en 2022 ainsi que dans les recensements officiels du Chili et de l'Argentine.

## Territoire

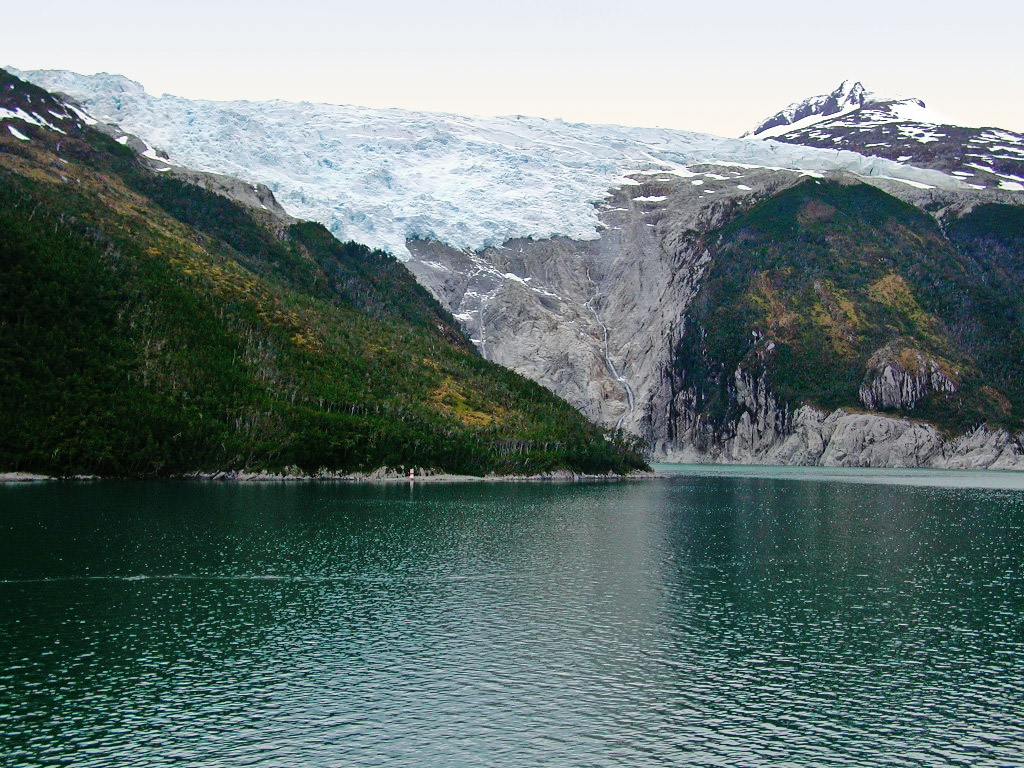
Canal Beagle et glacier.

La zone qu’ils occupaient était immense, mais pas aussi étendue que celle des kaweskars avec lesquels ils se réunissaient dans l’Île Clarence, au sud du détroit, quand ils coopéraient pour chercher la pyrite de fer qu’ils employaient pour allumer le feu, élément indispensable pour se chauffer.
On connaît l’existence de cinq fractions yámanas, qui correspondaient à des variations dialectales de la langue yagane et dont les noms et localisations sont les suivantes :
- Wakimaala : ensemble des rives du canal Beagle depuis Yendegaia jusqu’à Puerto Róbalo et le canal Murray sur toute sa longueur.
- Utumaala : à l’est de Puerto Williams et l’île Gable jusqu’aux îles Picton, Nueva y Lennox. Ils atteignirent aussi l’île des Etats[33].
- Inalumaala : dans le canal Beagle, depuis la pointe Divide jusqu'à la péninsule Brecknock.
- Yeskumaala : dans l’archipel du Cap Horn[34]
- Ilalumaala : depuis le baie Cook jusqu’au Faux Cap Horn.

Distribution des populations pré-hispaniques au Chili

## Langue
Le yagan (ou yahgan, yaghan, yamana) est une langue amérindienne parlée par le peuple yagan au Chili, en Terre de Feu et autrefois en Argentine jusqu'au sud de la Patagonie. C'est un isolat (langue sans relation identifiée avec aucune autre).
Cette langue serait éteinte après le décès de sa dernière locutrice, Cristina Calderón Harban, le 16 février 2022. Elle était reconnue comme Trésor Humain Vivant par l'UNESCO. Parmi les projets essentiels des yagans se trouve la revitalisation de la langue, comme l'indique régulièrement Victor Vargas Filgueira, écrivain et porte parole de la communauté yagan d'Argentine.

## Culture
Ces chasseurs de mammifères marins et cueilleurs de mollusques connaissaient parfaitement leur territoire. Ils savaient où et quand trouver les phoques, les fruits de mer, les poissons, certains oiseaux et autres aliments. Très conscients du danger des changements météorologiques brutaux, comme leurs voisins kaweskars, c’étaient des navigateurs avertis dans leurs canots d’écorce. Ils avaient un tempérament joyeux. Ceci dura jusqu’à ce que leurs vies fussent bouleversées par les étrangers, jusqu'à provoquer leur disparition.

### Habillement
Malgré le froid humide des territoires habités par les Yagans, leurs vêtements laissaient une grande partie du corps découvert. On explique ce paradoxe apparent par le fait que c’était précisément une façon d’éviter la saturation en humidité (qui accélère la perte de chaleur corporelle) grâce à la ventilation des zones de la peau où la perte de chaleur est minimale.
Ils utilisaient des peaux de lions marins (otaries à crinière) ou de loutres sur les épaules, attachées au cou et à la ceinture, cette pièce relativement petite pouvant être déplacée sur le tronc pour couvrir les zones où le vent mordait le plus, éventuellement. Ils utilisaient une autre peau qui recouvrait les parties génitales et fabriquaient de simples chaussures de cuir semblables à des mocassins. Les femmes utilisaient des colliers faits d’os d’oiseaux ou de petits escargots.

### Alimentation
L’alimentation consistait principalement en viande de lion de mer, loutre et baleine. Pour chasser ces mammifères, ils employaient de longs harpons. De plus, ils consommaient une grande variété d’espèces marines, entre lesquelles on distingue les cholgas, oursins, patelles et divers poissons. Quand ils campaient, ils consommaient en complément de la viande de guanaco et d’oiseaux, ainsi que des champignons, baies et œufs. Il leur arrivait de consommer des manchots à la broche (rôtis sur un feu, avec une broche tournante) pour les dégraisser, graisse qui était recueillie (pour couvrir la peau ou comme liniment). Ils n’étaient pas agriculteurs. Des traces de leurs sites les plus fréquentés pour leur alimentation sont les Kjokkenmoedding qui s’observent sur les côtes des territoires qu’ils ont habités.

### Canots

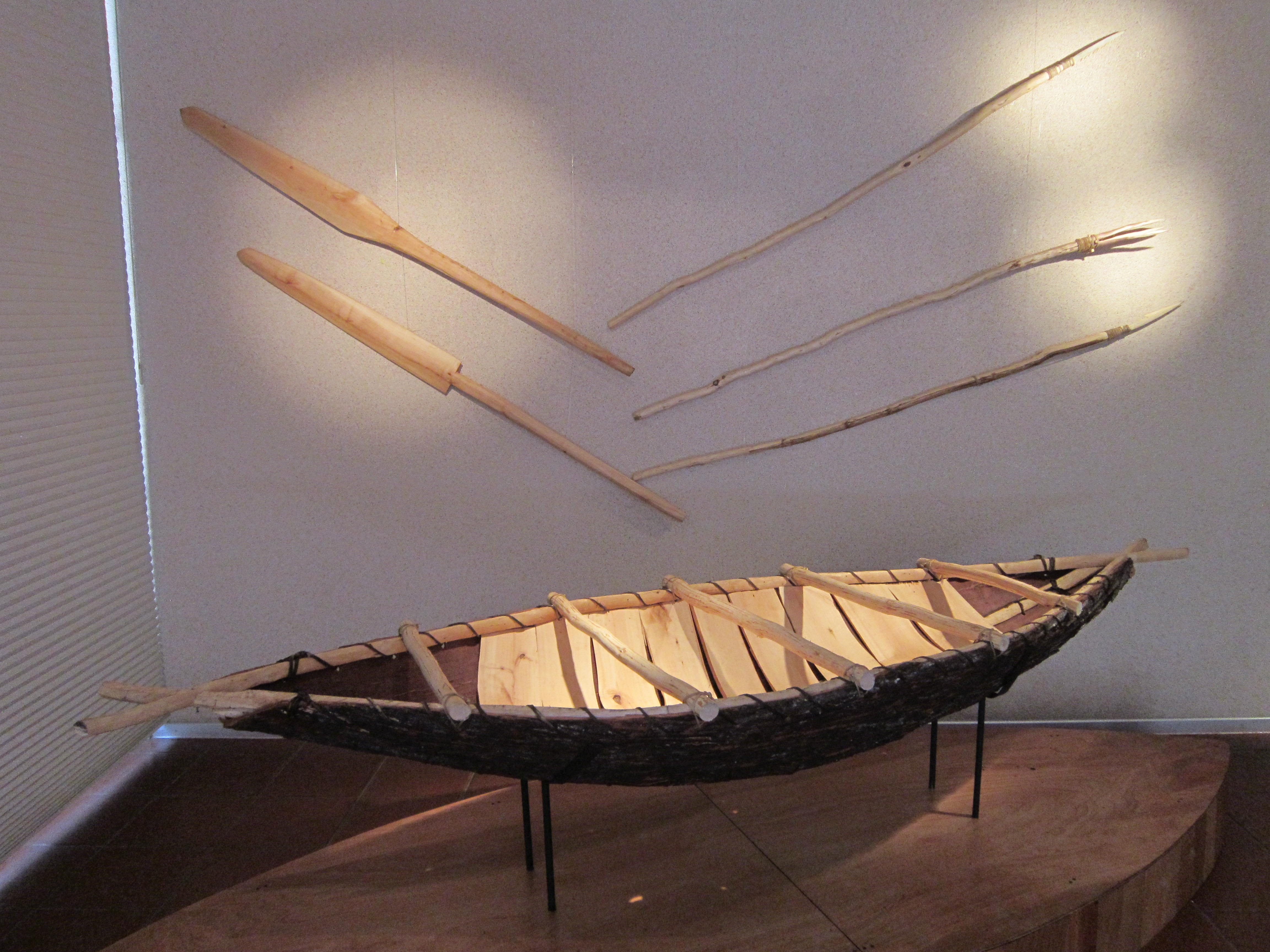
Réplique d'un canot yagan ou « Anan » exposée au musée Gabriela Mistral à Vicuña.

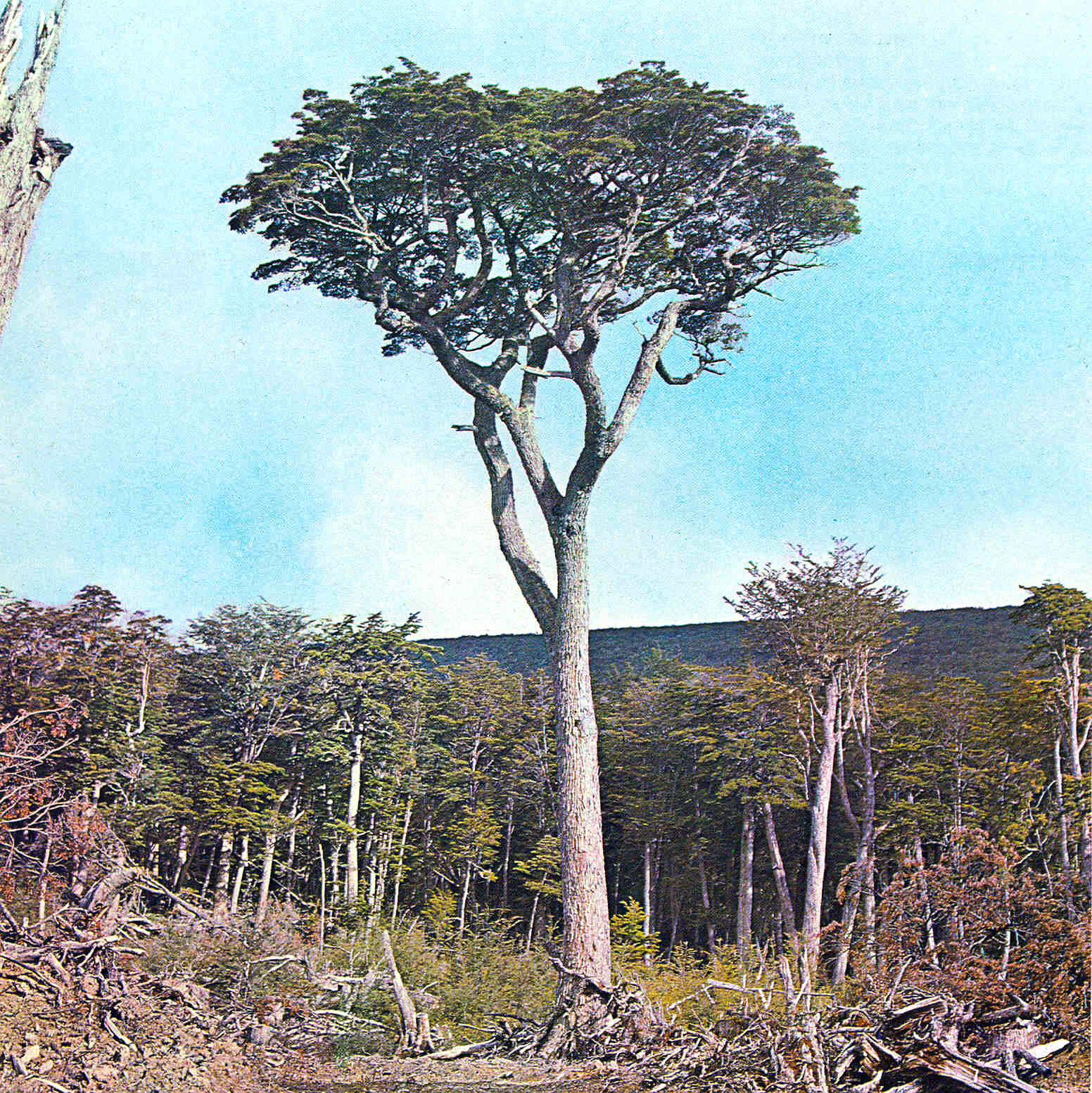
Un hêtre austral, Nothofagus betuloïdes.

Les canots des Yagans, appelés anan, étaient fabriqués avec l’écorce d’un arbre, principalement coïgue ou guindo appelé aussi « coigüe de Magellan » (en yagán «shushchi») arbre à feuilles pérennes et tronc droit, sans branches basses. Ses dimensions étaient variables. L’explorateur britannique James Weddell rapporte que quand il se trouva dans la zone sud de l’île Navarino, il utilisa un canot de 3,30 m de long, large de 0,80 à 1 m. Il existe des descriptions de canots de plus de 5 mètres de long. Les femmes les gouvernaient et ramaient depuis la poupe. Elles le faisaient avec un aviron lancéolé qui leur permettait de ramer sans accrocher les algues (cochayuyos). Les enfants prenaient soin du feu qui était allumé au milieu du canot, sur un socle d’argile. L’homme se tenait à la proue, pour chasser au harpon les otaries qui abondaient dans la zone avant l’arrivée des Européens. Pour recueillir la prise, les femmes se jetaient à l’eau.

### Outils

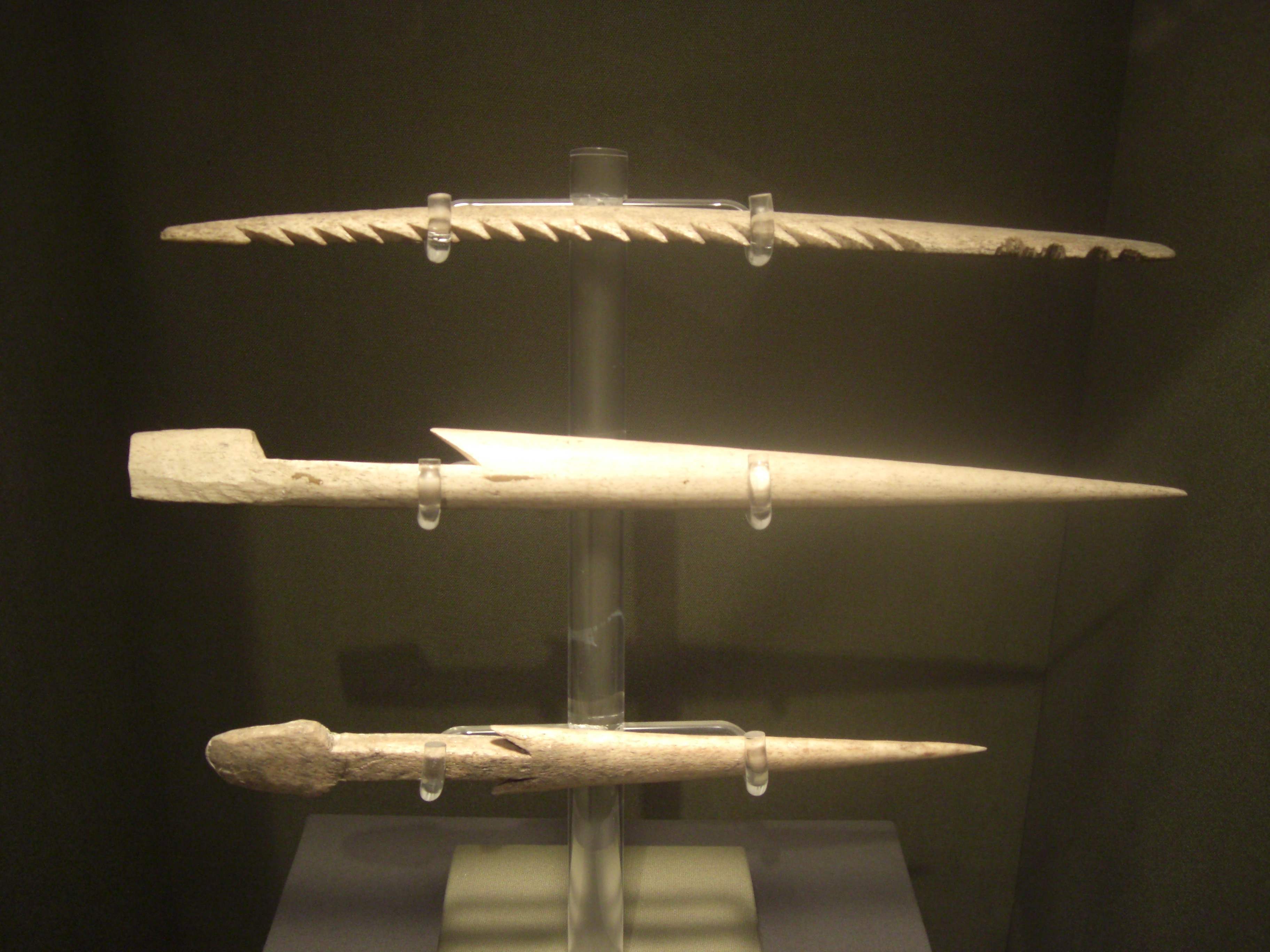
Pointes de harpon (Musée de La Plata).

Les matériaux utilisés pour l’élaboration de leurs outils étaient les os, le bois, la pierre, les peaux et cuirs d'animaux, leurs tendons et nerfs et des fibres végétales. Ils fabriquaient des armes et des instruments de chasse et pêche, comme des lances, des flèches et des harpons.

### Croyances
Les Yagans croyaient en un être unique et puissant Watauinewa. Ils le priaient avant d’entreprendre la moindre activité. Ils croyaient aussi en des esprits malins qu’ils appelaient Curspi, et en des créatures mythiques appelées Hanuch et Kachpik.

### Guérisseurs et funérailles
Les Yámanas avaient des guérisseurs qui occupaient une position sociale importante, des chamanes, appelés Yekamush, qui pouvaient traiter des malades, guérir des déséquilibres émotionnels et invoquer les esprits.
Quand un Yámana mourait, les siens l’enveloppaient de peaux et déposaient des objets près de lui. Ils le recouvraient de terre et de branchages et abandonnaient le lieu pour toujours (lieu tabou).

## Archéologie

### Exhibitions forcées
Les Européens, depuis leur premier contact avec les indigènes de Patagonie, les ont considérés comme des sauvages dignes d’étude. À partir de 1871, commença l’exhibition des indigènes vivants (Zoos humains) dans les villes d’Europe et d’Amérique du Nord, pratique qui cessa au commencement du XXe siècle. Des familles entières des ethnies kawésqar, yagan et mapuche furent exhibées en France, Grande-Bretagne, Belgique et Allemagne. Elles étaient séquestrées pour le compte de sociétés scientifiques et de commerçants qui commercialisaient ces exhibitions. Les voyages duraient entre quatre  et six mois pendant lesquels les indigènes pouvaient tomber malades et mourir. Ces épisodes furent compilés dans le livre Zoos humains de Christian Báez et Peter Mason, où, de plus, est montrée la situation similaire des peuples selknam, alacaluf, tehuelche, et mapuche.

### Organisation sociale
Les Yagans formaient des bandes sans chefs. La base sociale était la famille dirigée par le père, avec des rôles assignés à chaque membre. Ces clans familiaux coexistaient et interagissaient, organisant des groupes de chasse peu nombreux, facilitant de cette façon les déplacements dans les chenaux et l’approvisionnement en aliments. Pendant l’hiver, ils cherchaient refuge sur les côtes où ils construisaient leurs huttes.

### État actuel
En 2021 en Terre de Feu argentine, environ 150 yagans sont regroupés au sein de la Communauté Yagan Paiakoala d'Ushuaia,. Côté chilien plusieurs familles résident à Villa Ukika, près de Puerto Williams et sur l'île Navarino. D'autres, regroupé au sein de la Communauté Yagan Lom Sapakuta vivent également dans les environs de Punta Arenas. Plusieurs centaines de personnes sont rassemblés au sein de la Communauté Yagan Bahia Mejillones reconnue par l'état chilien. En 2019 deux membres de ces communautés, Victor Vargas Filgueira (porte parole de la communauté yagan Paiakoala d'Ushuaia) et José Germán González Calderón (ex-Président de la communauté yagan Bahia Mejillones) sont venus en France pour partager leurs savoirs et l'histoire passée et présente de leur peuple, ainsi que leurs revendications actuelles (ex: restitution des restes humains présents au musée de l'Homme de Paris), lors de la sixième édition du festival Haizebegi,, de Bayonne, co-organisé par l'association Karukinka.

### Filmographie
- Le Bouton de nacre (2015), essai documentaire de Patricio Guzmán, partiellement sur les Selknam